# DOME MicroDataCenter

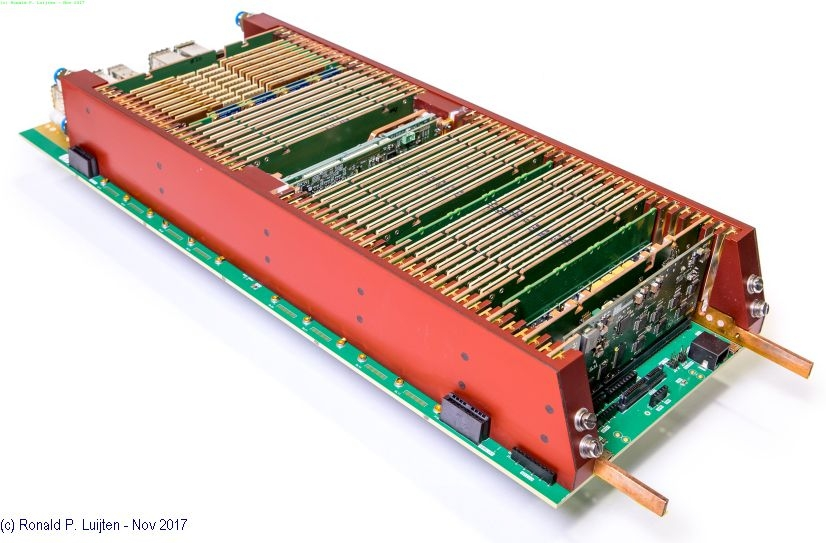
Uzupełniony DOME microDataCenter pokazany na targach SC17, w Denver, listopad 2017, zawiera 24 serwery, 8 płyt FPGA, switch 10 GbE, pamięć, zasilacz i chłodzenie – zdjęcie pokazuje połowę jednostki w szufladzie typu 2U

DOME MicroDataCenter – część większego projektu DOME, urządzenie zawierające moc obliczeniową, pamięć masową, zasilanie, chłodzenie i interfejsy sieciowe w bardzo małej objętości, czasami nazywane także „DataCenter-in-a-box”. Termin ten był używany do opisania różnych prototypów implementujących tę ideę w ciągu ostatnich 20 lat. Pod koniec 2017 roku na konferencji SuperComputing 2017 pokazano bardzo ściśle zintegrowaną wersję: DOME MicroDataCenter. Kluczowe cechy to zastosowanie technologii chłodzenia ciepłą wodą, w pełni półprzewodnikowe nośniki pamięci NVMe, oraz całość urządzenia zbudowana wyłącznie z popularnych komponentów spełniających znane normy.

## Projekt DOME
DOME to projekt finansowany przez rząd Niderlandów pomiędzy firmami IBM i holenderskim instytutem badań ASTRON w formie partnerstwa publiczno-prywatnego w celu opracowania ścieżki rozwoju dla technologii ukierunkowanych na Square Kilometer Array (SKA), czyli największy planowany radioteleskop na świecie. Zlecony do wykonania w Australii i Afryce Południowej na przełomie 2024 roku, pozwoli naukowcom zbadać pierwsze gwiazdy oraz galaktyki które powstały po Wielkim Wybuchu. Jednym z 7 projektów DOME jest właśnie MicroDataCenter (wcześniej nazywane mikroserwerami), które w założeniu mają być małe, niedrogie i wydajne obliczeniowo.
Celem MicroDataCenter jest możliwość wykorzystania go zarówno w pobliżu anten SKA do wczesnego przetwarzania danych, jak i wewnątrz znacznie większych superkomputerów, które będą wykonywać analizę dużych zbiorów danych. Serwery te mogą być rozmieszczane w bardzo dużych ilościach oraz w ekstremalnych środowiskowo lokalizacjach, takich jak pustynie, gdzie będą znajdować się anteny teleskopów, a nie tylko w chłodzonych centrach danych.
Powszechnym błędem jest przekonanie, że mikroserwery oferują tylko niską wydajność. Jest to spowodowane tym, że pierwsze mikroserwery były oparte na procesorach Intel Atom lub wczesnych 32-bitowych rdzeniach ARM. Celem projektu DOME MicroDataCenter jest zapewnienie wysokiej wydajności przy niskich kosztach i niskim poborze mocy. Kluczową cechą MicroDataCenter jest jego opakowanie: bardzo mała obudowa, która pozwala na skrócone dystanse w komunikacji. Opiera się to na wykorzystaniu mikroserwerów, eliminując wszystkie niepotrzebne komponenty, integrując jak najwięcej z tradycyjnego serwera obliczeniowego w jednym SoC (serwer na chipie). Mikroserwer nie zapewni najwyższej możliwej wydajności pojedynczego wątku, zamiast tego oferuje zoptymalizowany energetycznie punkt projektowy przy średniej i wysokiej wydajności. W 2015 roku na rynku pojawiło się kilka wysokowydajnych SoC, pod koniec 2016 dostępny był już szerszy wybór, jak np. Qualcomm Hydra.
Na poziomie serwera, 28 nanometrowy układ T4240 oferuje dwa razy więcej operacji na dżul w porównaniu do zoptymalizowanych energetycznie 22 nm układów serwerów Finfet XEON-E3 1230Lv3, zapewniając o 40% wyższą łączną wydajność. Porównanie dotyczy płyty serwerowej, a nie układu scalonego.

## Prace nad DOME
W 2012 roku zespół IBM Research Zürich, kierowany przez Ronalda P. Luijtena, rozpoczął prace nad bardzo gęstym obliczeniowo i energooszczędnym projektem 64-bitowego komputera opartego na zwykłych komponentach z systemem Linux. Projekt system-on-chip (SoC), w którym większość niezbędnych komponentów zmieściłby się na pojedynczym chipie, najlepiej pasowałby do tych celów, a definicja „mikroserwera” pojawiła się tam, gdzie projekt dostarczył kompletną płytę główną (z wyjątkiem pamięci RAM, rozruchowej pamięci flash i obwodów konwersji mocy), która zmieściłaby się na jednym chipie. Zbadano rozwiązania oparte na architekturze ARM, x86 i Power ISA, a rozwiązanie oparte na dwurdzeniowym procesorze P5020 / czterordzeniowym P5040 Power ISA firmy Freescale okazało się najlepszym rozwiązaniem w momencie podejmowania decyzji w 2012 roku.
Koncepcja ta jest podobna do superkomputerów IBM Blue Gene, przy czym mikroserwer DOME został zaprojektowany w oparciu o gotowe komponenty i obsługuje standardowe systemy operacyjne i protokoły, tak aby obniżyć koszty rozwoju i komponentów.

Absolutnie wierzę, że zmniejszamy rozmiar komputerów.

Kompletny mikroserwer jest oparty na tej samej obudowie, co standardowe gniazdo FB-DIMM. Pomysł polega na umieszczeniu 128 takich kart obliczeniowych w 19- calowej szufladzie 2U w szafie typu rack wraz z sieciowymi tablicami rozdzielczymi do zewnętrznej pamięci masowej i komunikacji. Chłodzenie zostało zapewnione za pośrednictwem rozwiązania Aquasar do chłodzenia gorącą wodą, którego pionierem był superkomputer SuperMUC w Niemczech.
Projekty pierwszego prototypu zostały udostępnione społeczności użytkowników DOME 3 lipca 2014 r. Układ SoC P5040, 16 GB pamięci DRAM i kilka układów sterujących (takich jak PSoC 3 firmy Cypress używany do monitorowania, debugowania i uruchamiania) składa się z kompletnego węzła obliczeniowego o fizycznych wymiarach 133 × 55 mm. Piny karty są używane do SATA, pięciu portów Ethernet o szybkościach 1 Gbit i dwóch 10 Gbit, jednego interfejsu karty SD, jednego interfejsu USB 2 i zasilania. Karta obliczeniowa działa w przedziale mocy 35 W z zapasem do 70 W. Zestawienie materiałów wynosi około 500 USD dla pojedynczego prototypu.
Pod koniec 2013 r. Do drugiego prototypu wybrano nowy SoC. Nowszy 12-rdzeniowy / 24- wątkowy model T4240 firmy Freescale jest znacznie mocniejszy i działa w zakresie mocy porównywalnej do modelu P5040 przy TDP 43 W. Ta nowa karta mikroserwerowa oferuje 24 GB DRAM i może być zasilana, a także chłodzona miedzianym radiatorem. Układ został budowany i sprawdzany pod kątem wdrożenia na większą skalę w pełnej szufladzie 2U na początku 2017 roku. Tak, aby obsługiwać natywną sygnalizację 10 GbE, złącze DIMM zostało zastąpione złączem SPD08.

### Parametry
| Składnik FSL SoC        | P5040                      | T4240                                       |
| ----------------------- | -------------------------- | ------------------------------------------- |
| Taktowanie CPU (GHz)    | 2.2                        | 1.8                                         |
| Ilość CPU (rdzeń/wątek) | 4C/4T                      | 12C/24T                                     |
| Cache L1                | 32 KB I + 32 KB D per core | 32 KB I + 32 KB D per core                  |
| Cache L2                | 512 KB I + D               | 2 MB per 4 CPU                              |
| Cache L3                | 1.0 MB                     | 1.5 MB                                      |
| Pamięć                  | 2 × 2GB, DDR3/L3, ECC      | 3 × 2GB, DDR3/L3, ECC                       |
| Core                    | e5500, ppc64               | e6500, ppc64                                |
|                         | 1 DP FP / rdzeń            | 1 DP FP / rdzeń + 128-bit SP altivec / core |
| Litografia              | 45nm                       | 28nm                                        |
| TDP                     | 55W                        | 60W                                         |

Pod koniec 2016 r. Ukończono wersję produkcyjną karty mikroserwera opartej na T4240. Używając tego samego współczynnika kształtu i tego samego złącza (a tym samym kompatybilnego z wtyczką), ukończono drugą płytkę prototypową serwera opartą na SoC NXP (dawniej Freescale) LS2088A (z 8 rdzeniami A72 ARMv8).

### Efekty
Jedną z najmniejszych form produkcyjnych dla technologii mikro centrum danych została zapoczątkowana właśnie przez zespół mikro serwerów DOME w Zurychu. Obliczenia tu składają się z wielu mikroserwerów, a sieć składa się z co najmniej jednego modułu mikro-przełącznika. Pierwsze demo na żywo 8-drożnego prototypowego systemu opartego na P5040ZMS miało miejsce na targach Supercomputing 2015 w ramach pokazu nowych technologii, a następnie na targach CeBIT w marcu 2016 r., gdzie miał miejsce pokaz na żywo 8-Way HPL o nazwie „LinPack-in-a-shoebox”.

Lubię nazywać to centrum danych w pudełku na buty. Jest to kombinacja mocy i wydajności energetycznej, wierzymy, że mikroserwery staną się języczkiem u wagi również poza Projektem DOME, szczególnie w zastosowaniach chmurowych centrów danych i aplikacji analizujących Big Data.

W 2017 roku zespół ukończył wersję produkcyjną, która zawierała 64 serwery T4240ZMS, dwa przełączniki 10/40 GbE, pamięć masową, zasilanie i chłodzenie w szafie rack 2U. Ta technologia zwiększa gęstość 20-krotnie w porównaniu z tradycyjnie pakietowaną technologią centrów danych, jednocześnie zapewniając identyczną łączną wydajność. Osiągnięto to dzięki nowemu projektowi typu top-down, minimalizującemu liczbę niezbędnych komponentów, stosując SoC zamiast tradycyjnego procesora oraz płyty i gęste upakowanie, które umożliwia chłodzenie choćby gorącą wodą.

## Komercjalizacja
Przynajmniej jedna firma będąca startupem – w trybie stealth – była zainteresowana komercjalizacją technologii, aplikowała celem uzyskania licencji na tę technologię od IBM, tak aby wprowadzić ją na rynek w pierwszej połowie 2018 roku.
Niestety, startupowi nie udało się uzyskać finansowania zalążkowego na rozpoczęcie produkcji. A gdy ten projekt, wraz z zasobami, został wstrzymany, Ronald P. Luijten, szef projektu wycofał się z laboratorium badawczego w Zurychu. (Sierpień 2020)